# Sete Barras (kommun)
Sete Barras är en kommun i Brasilien.   Den ligger i delstaten São Paulo, i den södra delen av landet, 900 km söder om huvudstaden Brasília. Antalet invånare är 13 006.
Följande samhällen finns i Sete Barras:
- Sete Barras

I omgivningarna runt Sete Barras växer i huvudsak städsegrön lövskog. Runt Sete Barras är det glesbefolkat, med 13 invånare per kvadratkilometer.